# Sukamaju (Pahae Jae)
Sukamaju is een bestuurslaag in het regentschap Tapanuli Utara van de provincie Noord-Sumatra, Indonesië. Sukamaju telt 881 inwoners (volkstelling 2010).